# Saint-Denis-de-Cabanne
Saint-Denis-de-Cabanne é uma comuna francesa na região administrativa de Auvérnia-Ródano-Alpes, no departamento de Loire. Estende-se por uma área de 7,65 km². Em 2010 a comuna tinha 1 281 habitantes (densidade: 167,5 hab./km²).